# Tom le vengeur
Pour les articles homonymes, voir Riders of the Purple Sage.
Pour plus de détails, voir Fiche technique et Distribution.
Tom le vengeur (titre original : Riders of the Purple Sage) est un film muet américain réalisé par Lynn Reynolds, sorti en 1925.
Il s'agit de la seconde adaptation du roman éponyme (en) de Zane Grey publié en 1912 par Harper & Brothers après Riders of the Purple Sage — également produit par Fox Film Corporation — avec William Farnum, Mary Mersch (en) et William Scott, réalisé par Frank Lloyd, sorti en 1918. Deux autres films portant le même titre seront par la suite adaptés du roman de Zane Grey : en 1931 (en) réalisé par Hamilton MacFadden, avec George O'Brien et Marguerite Churchill et en 1941 réalisé par James Tinling, avec George Montgomery et Mary Howard, ainsi qu'un téléfilm (en) réalisé par Charles Haid, avec Ed Harris et Amy Madigan, diffusé en 1996 sur Turner Network Television (TNT).

## Fiche technique
- Titre : Tom le vengeur
- Titre original : Riders of the Purple Sage
- Réalisation : Lynn Reynolds
- Scénario : Edfrid A. Bingham, d'après le roman de Zane Grey
- Photographie : Daniel B. Clark
- Producteur : William Fox
- Société de production : Fox Film Corporation
- Société de distribution : Fox Film Corporation
- Pays d'origine :  États-Unis
- Langue : film muet avec les intertitres en anglais
- Métrage : 1 700 m (6 bobines)
- Format : Noir et blanc — 35 mm — 1,33:1 — Muet
- Genre : Film dramatique, Film d'action, Western
- Durée : 56 minutes
- Dates de sortie :
  -  États-Unis : 15 mars 1925
  -  Finlande : 4 novembre 1929

## Distribution
- Tom Mix : Jim Carson aka Jim Lassiter
- Mabel Ballin : Jane Withersteen
- Beatrice Burnham (en) : Milly Erne
- Marian Nixon : Bess Erne
- Warner Oland : Lew Walters aka le juge Dyer
- Harold Goodwin : Bern Venters
- Arthur Morrison : Frank Erne
- Wilfred Lucas : Oldring
- Charles Le Moyne (en) : Richard Tull
- Hank Bell : le pilier de bar (non crédité)
- Gary Cooper : un cavalier (non crédité)
- Seessel Anne Johnson : Bess Erne, enfant (non crédité)
- Fred Kohler : Tom Metzger, un acolyte (non crédité)
- Charles Newton (en) : Joe Herd, un acolyte (non crédité)
- Joe Rickson (en) : Dave Slack, un acolyte (non crédité)
- Anne Shirley : Fay Larkin (non crédité)
- Tony the Horse : Tony, un cheval sauvage